# Heinrich Gerlach
Heinrich Gerlach (* 18 de agosto de 1908 en Königsberg; † 27 de marzo de 1991 en Brake) fue miembro de la Liga de Oficiales Alemanes y del Comité Nacional por una Alemania Libre durante la Segunda Guerra Mundial. Tras la guerra se hizo conocido como escritor, especialmente por un libro sobre sus vivencias en Stalingrado.

## Vida
Gerlach realizó estudios universitarios de filología (latín, alemán y francés) en Viena, Ginebra, Friburgo de Brisgovia y Königsberg. Tras unas prácticas de preparación para la educación pública y actividad en Tilsit y Lyck como profesor en pruebas, desde 1939 fue profesor de instituto (Studienrat) en Elbing.
En el mismo año ingresó en la Wehrmacht, sirviendo como cabo primero (Unteroffizier) en Polonia y más tarde como oficial de inteligencia en Francia y Yugoslavia, pasando a teniente (Oberleutnant) en el estado mayor de la 14 División Panzer en Stalingrado. Gravemente herido en esta batalla, Gerlach fue tomado prisionero, siendo uno de los pocos supervivientes. Como Theodor Plievier, describió en un libro las condiciones de vida en la batalla, pero a diferencia de él, Gerlach las vivió desde el bando hitleriano.
Bajo la impresión de lo vivido, participó en septiembre de 1943 en la fundación de la Liga de Oficiales Alemanes. Además fue miembro del Comité Nacional por una Alemania Libre. Hasta 1945 escribió para el periódico «Alemania Libre» (Freies Deutschland). Fue condenado a muerte en rebeldía por el Tribunal Militar del Reich y su familia fue encarcelada en virtud de la Sippenhaft.
Cuando Gerlach dejó de ser necesario para temas políticos fue enviado a distintos campos de trabajo y prisiones soviéticos. Sus notas fueron confiscadas en 1949. Sólo en abril de 1950 fue liberado del cautiverio, y volvió a su antiguo oficio de profesor.
Mediante técnicas de hipnosis pudo reconstruir partes de su manuscrito; este experimento fue financiado por un medio de prensa, que informó sobre ello en 1951. Con base en los fragmentos reconstruidos Gerlach reescribió su relato. En 1957 apareció éste en forma de novela, con el título «El Ejército Traicionado», que recibió en 1959 el Premio Bancarella. En los años siguientes la obra se convirtió en un best seller: hasta 1988 se habían publicado más de un millón de ejemplares, y fue traducida a numerosas lenguas. En castellano, la editorial Noguer de Barcelona publicó una traducción del filósofo Manuel Sacristán, bajo el seudónimo «Manuel Entenza».
Posteriormente Gerlach escribió «Odisea en Rojo», una descripción sobre su época en el Movimiento por una Alemania Libre y sobre su cautividad, seguido en 1978 por un libro sobre Prusia.
El manuscrito original de «El Ejército Traicionado» se conserva en el antiguo Museo de los Antifascistas Alemanes de Krasnogorsk, hoy sucursal del Museo de la Gran Guerra Patriótica de Moscú.